# Macahyba schnusei
Macahyba schnusei là một loài ruồi trong họ Asilidae. Macahyba schnusei được Hermann miêu tả năm 1908.